# 石頭埔
石頭埔，是臺灣南投縣草屯鎮的一個傳統地域名稱，位於該鎮西北部。相較於今日行政區，其範圍大致與石川里相近。

## 歷史
台灣清治末期至日治初期，石頭埔地區為一街庄，稱為「石頭埔庄」，隸屬於北投堡。該庄北部西段與下茄荖庄為鄰，北部東段及東部中、北段與頂茄荖庄為鄰，東南邊及南邊為新庄，西南邊及西邊為縣庄，西北邊一小段與芬園庄為界。
1901年（日治明治三十四年）11月，全台廢縣廳改設二十廳，該庄隸屬於南投廳。1903年（明治三十六年）6月，該庄編入「新庄區」，隸屬於南投廳。1909年（明治四十二年）10月，合併二十廳為十二廳，新庄區仍隸屬於南投廳。1920年（大正九年），全台地方制度大改正，廢十二廳改設五州二廳，該庄改制為「石頭埔」大字，隸屬於臺中州南投郡草屯庄。1938年（昭和十三年），草屯庄升格為草屯街。
戰後草屯街改制為草屯鎮，隸屬於臺中縣，大字亦改制為里。1950年10月，中、彰、投分治，草屯鎮改隸屬南投縣。

## 聚落
本地區發展較早的聚落有下埔仔、石頭埔、溪洲尾、頂過溪（過溪仔）等，在日治期初期的官方地圖上已有記載。

## 交通
國道3號又稱「福爾摩沙高速公路」，是貫穿台灣西部的兩條縱向高速公路之一，大致以東北—西南走向繞大彎轉北北西—南南東走向經過石頭埔地區中部偏東地帶。該道路在境內東北部邊界地帶的省道台14線交會處設有草屯交流道，由此可快速前往台灣南北各地。
省道台14線（芬草路）是彰化至南投廬山的幹道，大致以西北—東南走向經過本地區東北部邊界外不遠處，並於國道3號交會於草屯交流道。由該道路向西北可前往芬園、彰化中庄子並止於省道台1線，向東南可前往草屯市區、國姓、埔里、仁愛（霧社）、廬山等地。
省道台14乙線（碧興路二段）是芬園至南投五塊厝的幹道，大致以北北西—南南東走向經過本地區中部偏東地帶。由該道路向北北西可前往下茄荖並止於省道台14線路口，向南南東可前往新庄西部、月眉厝、山腳、營盤口、內轆、軍功寮、包尾、三塊厝並止於其其南側邊界外緣的省道台3線、縣道150號共線路口。
省道台63線（墩煌路二段）又稱「中投公路」，是台中市南區至南投縣草屯的高架道路，但在本地區路段已屬末端平面道路，大致以東北—西南走向繞彎道轉北北東—南南西走向經過本地區東南端。由該道路向東北可前往大里、臺中市區南側並止於省道台3線路口，向南南西可前往新庄西部的北投舊街聚落西側止於省道台14乙線路口。
鄉道投4線（石川路）是下茄荖（應為頂茄荖）至新庄的道路，全線略呈ㄈ字形，大致以東北東—西南西走向由本地區東部邊界中央入境後，繞大彎轉西北再轉西南西，經國道3號高架橋下後轉南南東再轉南南西，經石頭埔聚落西側後繞大彎轉東，再經國道3號高架橋下後續直行，經省道台63線路口後出境。由該道路北段向東北東轉東南東可前往頂茄荖並止於省道台14線路口，由南段向東可前往新庄並止於道台14線另一路口。